# Paula Rego
Paula Figueiroa Rego, conocida como Paula Rego (Lisboa, Portugal, 26 de enero de 1935-Londres, Reino Unido, 8 de junio de 2022) fue una pintora e ilustradora portuguesa residente en Gran Bretaña. En la temática de sus trabajos se ocupaba de realidades sociales polémicas. Es especialmente conocida la serie dedicada al aborto clandestino en Portugal, Triptych (1998) y sobre el tráfico sexual o la mutilación genital femenina.

## Biografía
Nació en Lisboa dentro de una familia adinerada durante los años del régimen de Salazar, lo que quizás fuera una primera influencia para sus posteriores personajes, siniestros y dominantes. Enviada a estudiar a St. Julian's School, Carcavelos, Portugal después ingresó en la prestigiosa Slade School of Art de Londres, donde fue alumna de William Coldstream. En la Slade School conoció al también artista Victor Willing, con quien contrajo matrimonio. Ambos dividieron su tiempo entre Portugal e Inglaterra hasta 1975, cuando se trasladó definitivamente a las islas británicas. En 1988 Willing murió después de sufrir durante años de esclerosis múltiple. Suegra de Ron Mueck ésta le influyó para pasar de sus trabajos en empresas de efectos especiales al arte dentro de las galerías. En 1989 entró en la lista de candidatos al premio Turner y en 2005 se le concedió el grado de doctor honoris de letras por la Universidad de Oxford.
La también pintora Maria Helena Vieira da Silva era pariente lejana suya.

## Obra
Sus primeros trabajos datan de las décadas de 1960 y 1970, neodadaísta o estilo informal. Mezcla diferentes técnicas con pintura y collage, juega con imágenes infantiles, fetichistas y traumáticas que serían fundamentales en su estilo de madurez. Formó parte del London Group, con quienes participó en exposiciones colectivas junto a artistas como David Hockney y R. B. Kitaj. Rego desarrolló un estilo más ilustrativo y figurativo. Relacionada con Francis Bacon, Balthus y Lucian Freud pero con una fuerte influencia de Beatrix Potter y sus libros infantiles.
Es reconocida por su uso de historias y fábulas para inspirar su trabajo, incluidos Peter Pan y Jane Eyre. Puede reconocerse en su obra tanto las narrativas de Jonathan Swift, Jean Genet, Angela Carter y los hermanos Grimm como la influencia de Francisco Goya, Diego Velázquez o James Ensor (uno de sus artistas favoritos).
Su trabajo ofrece a menudo una cara siniestra, acentuando la dominación maliciosa y la subversión del orden natural, son pinturas realistas dentro del naturalismo. Se ocupa de realidades sociales polémicas, un ejemplo sería Triptych (1998) sobre el tema del aborto y la soledad de las mujeres que se ve obligadas a abortar de forma clandestina, actualmente esta obra se encuentra en la colección Abbot Hall en Kendal. El estilo de Rego es comparado en ocasiones con las ilustraciones de historietas o tebeos. Como en las historietas, los animales se representan a menudo en papeles y situaciones humanas. Sus últimos trabajos muestran un estilo más realista, pero en ocasiones continúan las referencias animales, la serie Dog Woman de 1990 por ejemplo, en una serie de cuadros al pastel representa a mujeres con diferentes poses propias de perros (ladrando a la luna, etc).
Rego también pintó un retrato de Germaine Greer, que se conserva en la galería nacional del retrato en Londres, así como el retrato oficial del presidente portugués Jorge Sampaio.
En Cascais en 2009 se abrió el museo Casa das Histórias, dedicado a la obra de Paula Rego y Victor Willin.

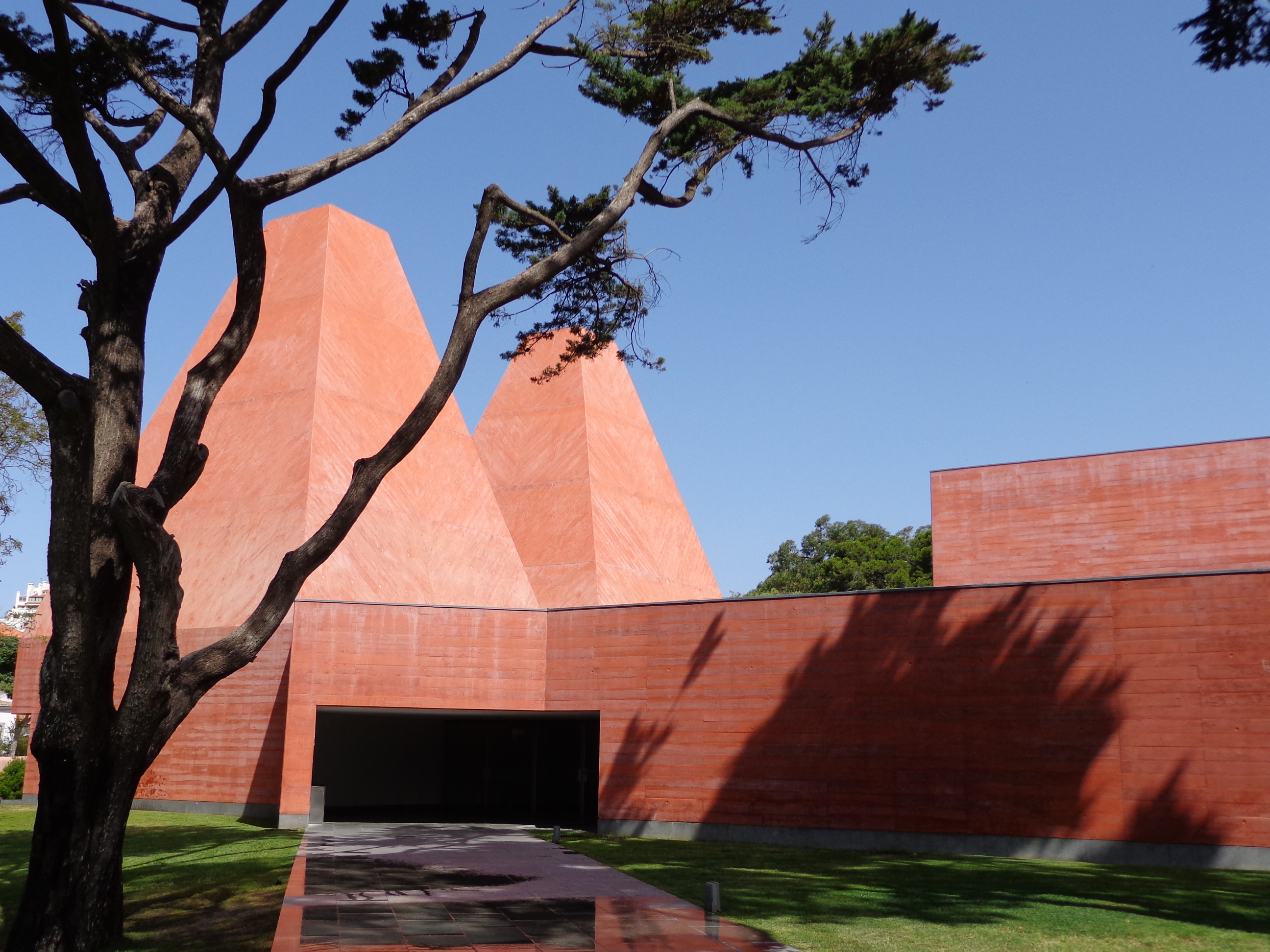
Museo Casa das Histórias

En el año 2007 el Museo Nacional Centro de Arte Reina Sofía dedicó a Paula Rego una exposición retrospectiva de su obra que abarcaba todas las técnicas que utilizaba: pintura, grabado, collage y dibujo.
Su obra está presente en las colecciones del British Museum, la Colección Berardo, el Frissiras Museum, el Metropolitan Museum of Art, el Museo Serralves, la National Gallery, la Saatchi Gallery, la Tate y el Victoria and Albert Museum, entre otros centros. En 2021, parte de su obra fue incluida en una exposición colectiva de la Fundación Calouste Gulbenkian dedicada a artistas portuguesas de 1900 a 2020, de la que también formaron parte Maria Helena Vieira da Silva, Grada Kilomba, Aurélia de Sousa, Maria Antónia Siza, Joana Vasconcelos, Patrícia Garrido, Lourdes Castro, Ana Vieira, Salette Tavares, Helena Almeida, Maria José Oliveira, Fernanda Fragateiro y Sónia Almeida, entre otras.
En 2022 su trabajo Sleeper (1994) se expuso en la Bienal de Venecia.

## Justicia y venganza para las mujeres en sus obras

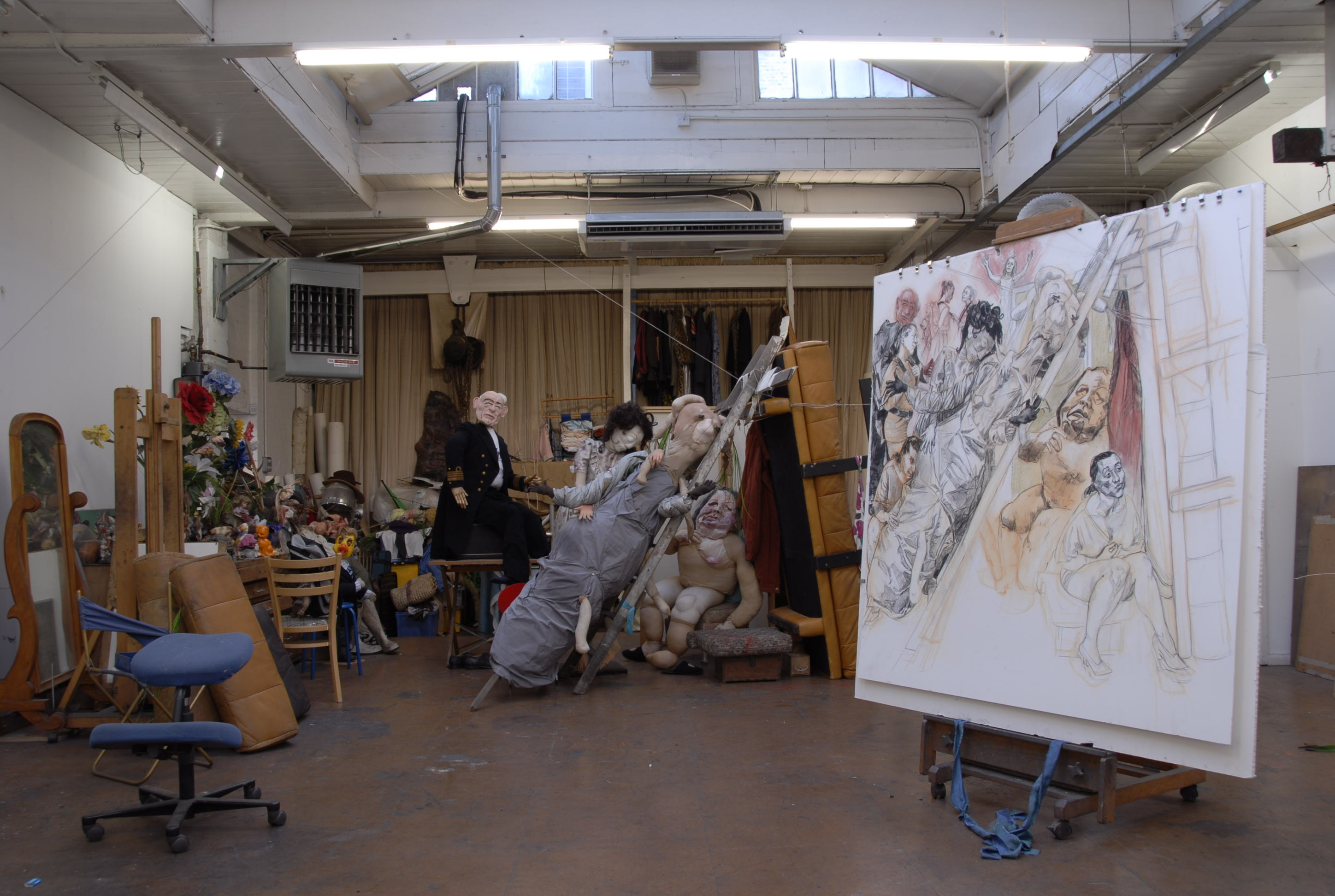
Estudio de Paula Rego, 2007

Su sensibilidad feminista despertó en su adolescencia, cuando leyó El segundo sexo de Simone de Beauvoir, entre otros textos. Las mujeres, sus placeres y dolores, triunfos y pruebas, siempre han tenido presencia en sus enfoques. "Rego ha revolucionado la forma en que se da forma visual a las vidas y las historias de las mujeres", señala Alex Farquharson, director de la Tate Britain en el prólogo del catálogo de la exposición en julio de 2021.
"Trato de conseguir justicia para las mujeres... al menos en las fotos... Venganza también..." explicó Rego. Cuando fracasó un referéndum para legalizar el aborto en Portugal, hizo una serie de pasteles, Sin título 1998 para resaltar la "el miedo y el dolor y el peligro de un aborto ilegal, que es a lo que siempre han recurrido las mujeres desesperadas. Está muy mal criminalizar a la mujer por encima de todo". Esta serie donde mostró a mujeres después de abortos ilegales resultó tan impactante que influyó en la campaña por el segundo referéndum en 2007 en el que finalmente se legalizó el aborto en Portugal. La pintora considera estos trabajos entre los mejores que ha hecho "porque son verdaderos y contribuyeron eficazmente a cambiar la ley en Portugal"
También trabajó denunciando el tráfico sexual, los asesinatos por honor y la mutilación genital femenina. Trabajos de 2007-8 y 2009. “Sucede en todas partes: incluso en Inglaterra, vienen aquí y les cortan el clítoris. Y participan madres y abuelas. Existe una tradición de crueldad de las mujeres hacia las mujeres, que es particularmente intrigante y espantosa.
"Paula te lleva a lugares incómodos; Jung lo llamó la Sombra. Son áreas tabú, donde el amor y la crueldad se tocan, y nuestros impulsos y miedos viven", dice Crippa. Estos límites poco claros son "exactamente donde a ella le gusta ponernos... Sin embargo, están dibujados con infinita compasión. Ella nos lleva en ese viaje de empatía".
También evocaba en sus obras la pobreza, las migraciones y la guerra. War (2003), es una reacción a una foto publicada por The Guardian, sobre los bombardeos de civiles en Irak.

## Fallecimiento
Falleció en la madrugada del 8 de junio de 2022 en su domicilio en Londres, después de una breve enfermedad.

## Premios y reconocimientos
- Ha sido nombrada doctora honoris causa por diferentes universidades.[13]

- 2004.  Gran Cruz de la Orden de Santiago de la Espada, concedida por el presidente de la República de Portugal.
- 2004, El servicio postal británico emitió un juego de sellos que reproducía sus litografías para Jane Eyre.
- 2010, Premio Penagos de dibujo, otorgado por la Fundación MAPFRE.[14]
- 2013,  Gran Prémio Amadeo de Souza Cardoso.
- 2013,  Es elegida Miembro Honorário del Murray Edwards College, Cambridge, Reino Unido.
- 2016,  Medalla de Honor de la Ciudad de Lisboa.